# Anastazja, jestem
Anastazja, jestem − trzeci singiel pop-rockowej grupy Łzy wydany we wrześniu 2002 roku, promujący  album pt. Jesteś jaki jesteś. Do piosenki Anastazja, jestem, powstał teledysk w którym gościnnie wystąpiła Alicja Bachleda-Curuś, która zagrała tytułową rolę.

## Spis utworów
1. Anastazja, jestem sł. i muz. Adam Konkol 3:37
2. Dziś będziesz mój sł. i muz. Łzy 2:06